# Burnettia cuneata
Burnettia cuneata ist die einzige Art der Pflanzengattung Burnettia innerhalb der Familie der Orchideen (Orchidaceae). Sie kommt nur im südöstlichen Australien sowie auf Tasmanien vor.

## Beschreibung

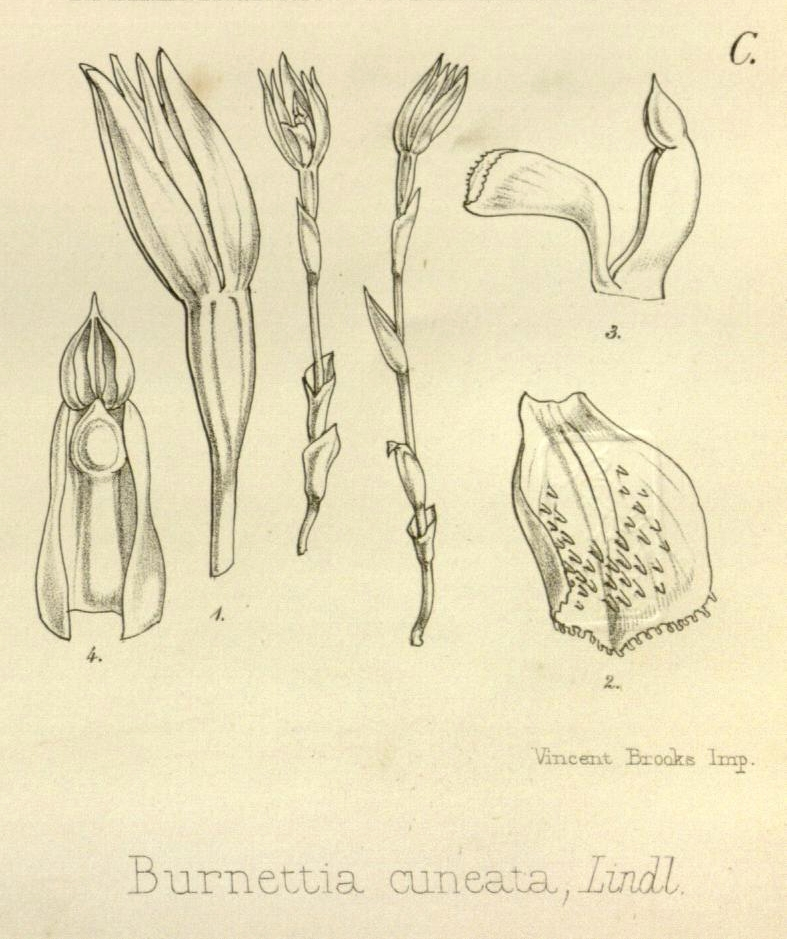
Illustration aus Joseph Dalton Hooker: Flora Antarctica, Volume 3, 1860, pt._2, Tafel 107

### Vegetative Merkmale
Burnettia cuneata ist eine relativ kleine, ausdauernde krautige Pflanze. Sie bildet unterirdisch eine ovale, fleischige Knolle sowie einige faserige Wurzeln. Die Farbe aller Pflanzenteile ist rötlich-braun. Die Sprossachse erreicht Wuchshöhen von 3 bis 13 Zentimetern. Er ist von Niederblättern teilweise umhüllt. Das oberste der Niederblätter ist bei einer Länge von 10 bis 20 Millimetern sowie einer Breite von 6 bis 8 Millimetern leicht laubblattartig vergrößert.

### Generative Merkmale
In einem endständigen, traubigen Blütenstand befinden sich ein bis sieben Blüten. Die Blüten sind resupiniert.
Die zwittrige Blüte ist zygomorph und dreizählig. Die Blütenhüllblätter sind außen bräunlich, die Innenseite ist rosafarben bis weiß, die Lippe ist dunkler rötlich gestreift. Die Blütenhüllblätter sind nicht miteinander verwachsen. Das obere Sepal ist relativ breit und formt eine Haube über der Blüte. Die seitlichen Sepalen und die Petalen sind weit ausgebreitet bis leicht zurückgeschlagen. Bis auf die Lippe messen die Blütenhüllblätter 10 bis 13 Millimeter Länge bei 2,5 bis 4 Millimeter Breite. Die Lippe ist kürzer und breiter, verkehrt-eiförmig, an der Basis schwach dreilappig. Auf der Lippe befinden sich zwei längs verlaufende Schwielen. Die Säule ist relativ lang und schmal, leicht gebogen, an den Seiten schmal geflügelt. Das Staubblatt enthält zwei körnige, gelbe Pollinien, die ohne Klebscheibe (Viscidium) auskommen. Die Narbe besteht aus einer kleinen, nach innen gewölbten Fläche.
Die Kapselfrucht steht aufrecht, die vertrockneten Blütenreste bleiben an der Frucht haften. Die kleinen Samen sind geflügelt.

## Ökologie
Burnettia cuneata ist an Populationen der Myrtenheide Melaleuca squarrosa gebunden. Sie bezieht ihre Nährstoffe wahrscheinlich von einem Mykorrhizapilz dieses Strauchs. Die Pilze gehören zur Gattung Tulasnella. Sie bildet keine Laubblätter, sondern ernährt sich mykoheterotroph, bezieht ihre Nährstoffe also von einem Pilz.
Die Blütenbildung erfolgt hauptsächlich nach sommerlichen Buschbränden im darauf folgenden Frühjahr (September bis Dezember). Lokal kann es dann zu großen blühenden Beständen kommen. Auch in den Jahren nach einem Brand findet man noch vereinzelt blühende Pflanzenexemplare. Blüten erscheinen hauptsächlich nach Buschbränden, wahrscheinlich stirbt das Pflanzenexemplar nach einmaliger Samenbildung ab. Zur Blüten- und Samenbildung verbraucht die Knolle ihre Reservestoffe und wird nicht durch weitere Knollen ersetzt.
Die Bestäubung erfolgt wahrscheinlich durch kleine Bienen, unklar ist, ob die Blüten Nektar anbieten. Nach der Samenbildung stirbt das Pflanzenexemplar ab, die Populationen sind zum Erhalt auf die Vermehrung durch Samen angewiesen.

## Vorkommen
Burnettia cuneata ist nur von wenigen Fundorten im südöstlichen Australien bekannt. Es gibt Fundortangaben für die australischen Bundesstaaten New South Wales, Victoria und in Tasmanien.
Sie gedeiht von Meereshöhe bis in Höhenlagen von etwa 600 Metern. Die Standorte liegen in strauchbestandenen Sümpfen auf anmoorigem Boden.

## Systematik
Die Erstbeschreibung von Burnettia cuneata erfolgte 1840 durch John Lindley in Genera and Species of Orchidaceous Plants Seite 517 und dabei wurde auch die Gattung Burnettia aufgestellt. Gleichzeitig ordnete Lindley diese Gattung in die Tribus Diurideae, diese Zuordnung wird auch durch molekulargenetische Daten bestätigt. Der Gattungsname Burnettia ehrt den Botaniker und Zoologen Gilbert Thomas Burnett (1800 – 1835).
Burnetiia cuneata ist die einzige Art der Gattung Burnettia. Die Gattung Burnettia gehört zur Subtribus Megastylidinae aus der Tribus Diurideae in der Unterfamilie Orchidoideae innerhalb der Familie Orchidaceae.